# Kevin Diks
Kevin Diks Bakarbessy (Apeldoorn, 6 ottobre 1996) è un calciatore olandese naturalizzato indonesiano, difensore del Borussia M'gladbach.

## Biografia
Nato nei Paesi Bassi, ha origini indonesiane tramite madre. Suo fratello Jamarro era anch'egli un calciatore. Grazie alle origini della madre l'8 novembre 2024 ha ottenuto la cittadinanza indonesiana.

## Caratteristiche tecniche
È un terzino destro che può giocare anche come difensore centrale. Abbina una grande spinta a un ottimo tempismo in marcatura. Difficile da superare in velocità, la sua caratteristica migliore è la propensione all'inserimento in avanti.

## Carriera

### Club
Ha esordito in Eredivisie il 24 agosto 2014, all'età di 17 anni, contro il PEC Zwolle. Nel suo primo anno da professionista ha totalizzato 26 presenze senza alcun gol. Nella sua seconda stagione è stato il difensore più presente nel Vitesse, con 30 presenze in campionato accompagnate dai primi 2 gol in carriera, realizzati contro il Groningen e l'Excelsior.
Il 6 luglio 2016 è passato ufficialmente alla Fiorentina, firmando un contratto valido fino al 30 giugno 2021. Ha debuttato in maglia viola il 23 ottobre seguente, subentrando nei minuti finali della vittoria per 3-5 sul campo del Cagliari. Tuttavia coi viola trova poco spazio, ragion per cui il 30 gennaio 2017 torna nuovamente al Vitesse in prestito fino a giugno.
L’anno seguente è in prestito al Feyenoord giocando 23 partite di Eredivisie.
Tornato alla Fiorentina non trova ancora spazio e così il 31 gennaio 2019 viene ceduto in prestito all’Empoli fino al 30 giugno 2019, senza tuttavia esordire.
Il 2 settembre 2019 viene ceduto a titolo temporaneo ai danesi dell'Aarhus.
Il 31 agosto 2020 il prestito viene rinnovato per un latra stagione. dove trova finalmente continuità e anche qualche gol (8 in totale), il 5 luglio 2021 passa a titolo definitivo ai danesi del Copenaghen.
Il 26 gennaio 2025 firma un contratto quinquennale con il con decorrenza dal 1º luglio seguente.

### Nazionale
Ha giocato nelle nazionali giovanili olandesi Under-19, Under-20 e Under-21.
Nell'ottobre 2024 viene annunciato che avrebbe rappresentato l'Indonesia, nazionale delle sue origini, venendo convocato per la prima volta l'11 novembre dello stesso anno. Quattro giorni dopo fa il suo esordio con la selezione indonesiana nella sconfitta interna contro il Giappone (0-4).

## Statistiche

### Presenze e reti nei club
Statistiche aggiornate al 9 maggio 2025.
| Stagione          | Squadra           | Campionato        | Campionato | Campionato | Coppe nazionali | Coppe nazionali | Coppe nazionali | Coppe continentali | Coppe continentali | Coppe continentali | Altre coppe | Altre coppe | Altre coppe | Totale | Totale |
| Stagione          | Squadra           | Comp              | Pres       | Reti       | Comp            | Pres            | Reti            | Comp               | Pres               | Reti               | Comp        | Pres        | Reti        | Pres   | Reti   |
| ----------------- | ----------------- | ----------------- | ---------- | ---------- | --------------- | --------------- | --------------- | ------------------ | ------------------ | ------------------ | ----------- | ----------- | ----------- | ------ | ------ |
| 2014-2015         | Vitesse           | ED                | 22+4       | 0          | CO              | 4               | 0               | -                  | -                  | -                  | -           | -           | -           | 26     | 0      |
| 2015-2016         | Vitesse           | ED                | 30         | 2          | CO              | 1               | 0               | UEL                | 2                  | 0                  | -           | -           | -           | 33     | 2      |
| 2016-gen. 2017    | Fiorentina        | A                 | 2          | 0          | CI              | 0               | 0               | UEL                | 0                  | 0                  | -           | -           | -           | 2      | 0      |
| gen.-giu. 2017    | Vitesse           | ED                | 11         | 0          | CO              | 1               | 0               | -                  | -                  | -                  | -           | -           | -           | 12     | 0      |
| Totale Vitesse    | Totale Vitesse    | Totale Vitesse    | 67         | 2          |                 | 6               | 0               |                    | 2                  | 0                  |             | -           | -           | 75     | 2      |
| 2017-2018         | Feyenoord         | ED                | 23         | 0          | CO              | 4               | 0               | UCL                | 3                  | 0                  | SO          | 1           | 0           | 31     | 0      |
| 2018-gen. 2019    | Fiorentina        | A                 | 0          | 0          | CI              | 0               | 0               | -                  | -                  | -                  | -           | -           | -           | 0      | 0      |
| Totale Fiorentina | Totale Fiorentina | Totale Fiorentina | 2          | 0          |                 | 0               | 0               |                    | 0                  | 0                  |             | -           | -           | 2      | 0      |
| gen.-giu. 2019    | Empoli            | A                 | 0          | 0          | CI              | -               | -               | -                  | -                  | -                  | -           | -           | -           | 0      | 0      |
| 2019-2020         | Aarhus            | SL                | 8+11       | 0+1        | CD              | 2               | 0               | -                  | -                  | -                  | -           | -           | -           | 21     | 1      |
| 2020-2021         | Aarhus            | SL                | 16+9       | 2+5        | CD              | 5               | 1               | -                  | -                  | -                  | -           | -           | -           | 30     | 8      |
| Totale Aarhus     | Totale Aarhus     | Totale Aarhus     | 44         | 8          |                 | 7               | 1               |                    | -                  | -                  |             | -           | -           | 51     | 9      |
| 2021-2022         | Copenaghen        | SL                | 18+8       | 2          | CD              | 1               | 0               | UECL               | 12                 | 4                  | -           | -           | -           | 39     | 6      |
| 2022-2023         | Copenaghen        | SL                | 18+6       | 0+1        | CD              | 6               | 0               | UCL                | 8                  | 0                  | -           | -           | -           | 38     | 1      |
| 2023-2024         | Copenaghen        | SL                | 21+11      | 1+3        | CD              | 3               | 0               | UCL                | 14                 | 0                  | -           | -           | -           | 49     | 4      |
| 2024-2025         | Copenaghen        | SL                | 20+3       | 4          | CD              | 2               | 0               | UECL               | 15                 | 6                  | -           | -           | -           | 40     | 10     |
| Totale Copenaghen | Totale Copenaghen | Totale Copenaghen | 105        | 11         |                 | 12              | 0               |                    | 49                 | 10                 |             | -           | -           | 166    | 21     |
| Totale carriera   | Totale carriera   | Totale carriera   | 241        | 13         |                 | 29              | 0               |                    | 54                 | 10                 |             | 1           | 0           | 325    | 32     |

### Cronologia presenze e reti in nazionale
| Cronologia completa delle presenze e delle reti in nazionale ― Indonesia | Cronologia completa delle presenze e delle reti in nazionale ― Indonesia | Cronologia completa delle presenze e delle reti in nazionale ― Indonesia | Cronologia completa delle presenze e delle reti in nazionale ― Indonesia | Cronologia completa delle presenze e delle reti in nazionale ― Indonesia | Cronologia completa delle presenze e delle reti in nazionale ― Indonesia | Cronologia completa delle presenze e delle reti in nazionale ― Indonesia | Cronologia completa delle presenze e delle reti in nazionale ― Indonesia |
| Data                                                                     | Città                                                                    | In casa                                                                  | Risultato                                                                | Ospiti                                                                   | Competizione                                                             | Reti                                                                     | Note                                                                     |
| ------------------------------------------------------------------------ | ------------------------------------------------------------------------ | ------------------------------------------------------------------------ | ------------------------------------------------------------------------ | ------------------------------------------------------------------------ | ------------------------------------------------------------------------ | ------------------------------------------------------------------------ | ------------------------------------------------------------------------ |
| 15-11-2024                                                               | Giacarta                                                                 | Indonesia                                                                | 0 – 4                                                                    | Giappone                                                                 | Qual. Mondiali 2026                                                      | -                                                                        | 76’                                                                      |
| 20-3-2025                                                                | Sydney                                                                   | Australia                                                                | 5 – 1                                                                    | Indonesia                                                                | Qual. Mondiali 2026                                                      | -                                                                        |                                                                          |
| 25-3-2025                                                                | Giacarta                                                                 | Indonesia                                                                | 1 – 0                                                                    | Bahrein                                                                  | Qual. Mondiali 2026                                                      | -                                                                        | 72’ 74’                                                                  |
| 5-6-2025                                                                 | Giacarta                                                                 | Indonesia                                                                | 1 – 0                                                                    | Cina                                                                     | Qual. Mondiali 2026                                                      | -                                                                        | 74’                                                                      |
| 10-6-2025                                                                | Suita                                                                    | Giappone                                                                 | 6 – 0                                                                    | Indonesia                                                                | Qual. Mondiali 2026                                                      | -                                                                        | 27’                                                                      |
| Totale                                                                   |                                                                          | Presenze                                                                 | 5                                                                        |                                                                          | Reti                                                                     | 0                                                                        |                                                                          |

## Palmares

### Club

#### Competizioni nazionali
- Coppa dei Paesi Bassi: 2

Vitesse: 2016-2017
Feyenoord: 2017-2018
- Supercoppa dei Paesi Bassi: 1

Feyenoord: 2017
- Campionato danese: 3

Copenhagen: 2021-2022, 2022-2023, 2024-2025
- Coppa di Danimarca: 2

Copenhagen: 2022-2023, 2024-2025